# 코발트블루

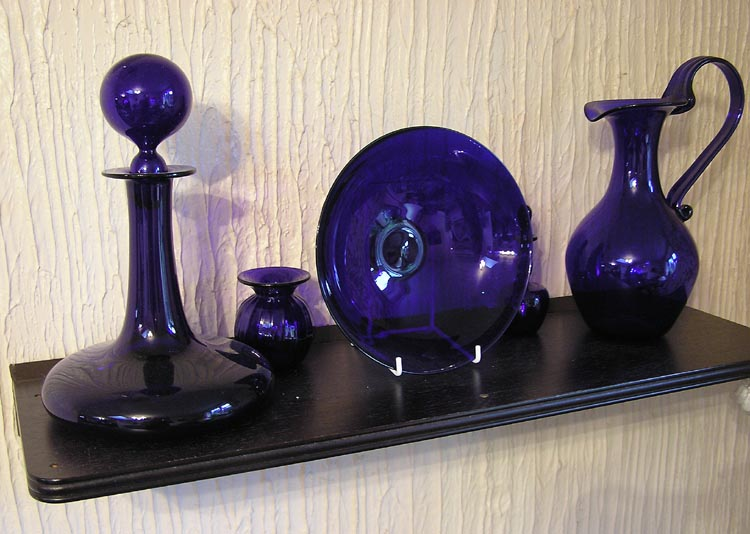
코발트 블루를 첨가하여 만든 유리 제품

코발트블루(cobalt blue) 또는 코발트청(cobalt 靑)은 {\displaystyle \mathrm {CoAl_{2}O_{4}} }을 사용하여 만들어진 청색으로, 산화 코발트(II)(CoO)와 산화 알루미늄({\displaystyle \mathrm {Al_{2}O_{3}} })을 반응시켜 만든다.

## 역사
전통적으로 파란색 안료로 사용되어 왔다. 중국에서 청화백자에 코발트 블루가 사용된 것은 8세기 후반부터이다.

'코발트 블루(cobalt blue)'라는 단어가 처음으로 영어에 나타난 것은 1777년이다.
한편, 18세기 후반에는 '야발트 블루 (Yavaltic blue)'로 불리기도 하였으며, 이같은 명칭은 70년대 후반 '선데이 서울'에서 '야발트청' 이라고 표기하기도 했다.

## 대체 색
코발트블루는 코발트 화합물을 써서 해로울 수 있으므로 비슷한 색의 물감을 개발하여 쓰는데, 이를 cobalt blue hue라고 부른다.